# 瞿逢伊
瞿逢伊（1927年—2019年4月21日），男，江苏青浦人，中国昆虫分类及疟原虫生物学家、医学教育家，曾任中国人民解放军第二军医大学教授、博士生导师。